# Wyciągi Narciarskie Bania w Białce Tatrzańskiej
Wyciągi Narciarskie Bania w Białce Tatrzańskiej – kompleks tras narciarskich położony w Białce Tatrzańskiej w gminie Bukowina Tatrzańska na wschodnim zboczu Kotelnicy (918 m n.p.m.) i Wysokiego Wierchu (934 m n.p.m.).
Ośrodek ten jest jednym z trzech sąsiadujących ze sobą ośrodków (pozostałe to: Ośrodek Narciarski Kotelnica Białczańska i Stacja Narciarska Kaniówka w Białce Tatrzańskiej). Ośrodki te znajdują się na wschodnich zboczach grzbietu górskiego (od północy w kierunku południowym): Kotelnica – Wysoki Wierch – Horników Wierch (926 m n.p.m.). Wszystkie wyciągi w tych 3 ośrodkach objęte są wspólnym systemem karnetów, tzw. „Tatra Ski” (wraz z 2 innymi ośrodkami na Podhalu).

## Wyciągi
W skład kompleksu Wyciągi Narciarskie Bania w Białce Tatrzańskiej wchodzą (numery zaczynają się od 4, ponieważ wyciągi 1-3 znajdują się w ośrodku Kotelnica):
| Nazwa          | Rodzaj        | Producent  | Szero- kość (osób) | Długość (m) | Czas wjazdu (min) | Prze- wyż- sze- nie (m) | Prze- pus- to- wość (osób/ godz.) | Stacja górna | Stacja górna          | Stacja dolna | Stacja dolna          | Uwagi                                |
| Nazwa          | Rodzaj        | Producent  | Szero- kość (osób) | Długość (m) | Czas wjazdu (min) | Prze- wyż- sze- nie (m) | Prze- pus- to- wość (osób/ godz.) | lokalizacja  | wyso- kość (m n.p.m.) | lokalizacja  | wyso- kość (m n.p.m.) | Uwagi                                |
| -------------- | ------------- | ---------- | ------------------ | ----------- | ----------------- | ----------------------- | --------------------------------- | ------------ | --------------------- | ------------ | --------------------- | ------------------------------------ |
| 4 snow- tubing | talerzowy     |            | 1                  | 150         |                   | 15                      | 300                               |              |                       |              |                       |                                      |
| 4a             | orczyk        |            |                    | 200         |                   | 20                      | 800                               |              |                       |              |                       |                                      |
| 5              | talerzowy     |            | 1                  | 170         |                   | 15                      | 800                               |              |                       |              |                       |                                      |
| 6              | krzeseł- kowy | Doppelmayr | 4                  | 320         |                   | 60                      | 2000                              |              |                       |              |                       | oddany do użytku w sezonie 2006/2007 |

Łączna przepustowość wyciągów na Bani to 3900 osób na godzinę, a przepustowość całego kompleksu 3 ośrodków – 17 300 osób na godzinę.
Planowane są kolejne inwestycje, m.in.
- 2 wyciągi (14 i 15) na szczyt góry Wysoki Wierch
- 16 czerwca 2011 roku otwarto kompleks basenów termalnych Terma Bania. Ogrzewane wodami termalnymi baseny oferują liczne atrakcje, takie jak urządzenia do hydromasażu czy zjeżdżalnie wodne.

Rozważane jest połączenie kompleksu Kotelnica–Bania–Kaniówka z kompleksami nieodległej Bukowiny Tatrzańskiej.

## Pozostała infrastruktura
Na terenie ośrodka dostępne są:
- bezpłatny parking
- bezpłatny WC
- wypożyczalnia sprzętu narciarskiego „Waluś” i serwis narciarski
- szkoła narciarska „Stok”
- pawilony gastronomiczne, karczma „Bania” i pensjonat „Bania”, który ma być rozbudowany do 3-gwiazdkowego hotelu z ponad 100 pokojami
- liczne kioski z lokalnymi wyrobami.

## Operator
Operatorem ośrodka jest Prywatny Ośrodek Wypoczynkowo-Sportowy „Bania”. Operatorem term jest spółka „Park wodny Bania” sp. z o.o. Jej prezesem zarządu jest Józef Dziubasik. Spółka została zarejestrowana 27 czerwca 2006 r.

## Historia
Pierwszy wyciąg wyrwirączka o długości ok. 200 m zbudowano na Bani w połowie lat 60. XX wieku. Służył on tylko pracownikom którejś z kopalni węgla, którzy demontowali go na lato. W 1994 r. uruchomiono tu pierwszy w Polsce sztucznie naśnieżany stok. Inicjatorem i budowniczym wyciągów na Bani w latach 90. był Józef Dziubasik. Wyciąg krzesełkowy uruchomiono w sezonie 2006/2007.